# Excuses
«Excuses» es una canción de la cantante canadiense Alanis Morissette, escrita y compuesta por ella para su sexto álbum de estudio So-Called Chaos de 2004.
La canción fue escogida como el cuarto sencillo del álbum y fue lanzada solo en territorio brasileño. Fue el cuarto sencillo en la carrera de Morissette en ser publicado solamente en Brasil, ya lo habían sido antes "Flinch", "21 Things I Want in a Lover" y "So Unsexy", todos pertenecientes a su anterior álbum Under Rug Swept.
Es una canción introspectiva sobre una mujer que ha vivido llena de excusas que le han servido para mantenerse "segura" dentro de sí misma, esto ante un mundo de gente que le parece extraña, quienes quizá no la han apoyado ni ayudado. Esta canción tiene similitud con su sencillo  Precious Illusions de su álbum  Under Rug Swept, pues se nota a una Alanis segura en su mundo dentro de sí misma, quien solo se ha tenido a ella para poder sobrevivir.